# 眞 - jean = truth
《眞 - jean = truth》는 한국에서 제작된 조선희 감독의 2007년 드라마, 멜로/로맨스 영화이다. 페이산 브라운 등이 주연으로 출연하였다.

## 출연

### 주연
- 페이산 브라운

## 기타
- 조명: 이준학
- 녹음: 젠 게리슨
- 녹음: 리사 그로스